# Seixal
Seixal este un oraș în Districtul Setúbal, Portugalia.
Este împărțit în patru regiuni:
- Amora
- Corroios
- Fernão Ferro
- Seixal, Arrentela e Aldeia de Paio Pires